# Exocentrus pseudomurinus
Exocentrus pseudomurinus là một loài bọ cánh cứng trong họ Cerambycidae.